# Derek Fortrose Allen
Derek Fortrose Allen (Epsom, 29 maggio 1910 – Chipping Norton, 13 giugno 1975) è stato un archeologo e numismatico britannico.

## Biografia
Grazie a una borsa di studio di 100 sterline, nel 1933-1934 studiò alla British School at Rome dove riuscì a integrare il premio doppiando Stan Laurel ne La grande festa, nello studio di doppiaggio della Metro-Goldwyn-Mayer a Roma, per l'equivalente di due sterline al giorno; Allen la definì "una delle cose più redditizie che abbia mai fatto".
Tornato in Inghilterra, dal 1935 al 1939 fu assistente conservatore nel Department of Coins and Medals al British Museum. In seguito entrò nel servizio pubblico al Ministry of Shipping e poi al Ministry of Transport, fino a raggiungere la carica di sotto-segretario al Ministry of Aviation.
Il suo interesse per la monetazione celtica lo portò a pubblicare molti lavori su questo argomento tra gli anni 1950 e 1960. Dopo il suo ritiro in pensione divenne segretario della British Academy, succedendo a sir Mortimer Wheeler. Ricoprì questa carica fino al 1973 e in seguito quella di tesoriere della stessa accademia fino alla sua morte. Era divenuto membro della Society of Antiquaries nel 1947 e della British Academy nel 1963.
A lui è intitolato il Derek Allen Prize, istituito nel 1976 dalla vedova, Winifred Allen, e dai loro figli. Il premio, annuale, è rivolto a studiosi di ogni nazionalità e nei tre settori accademici in cui Allen aveva particolari interessi. I settori sono musicologia, numismatica, e studi celtici.